# 阿貝力龍超科
阿貝力龍超科（學名：Abelisauroidea）是群角鼻龍下目恐龍，生存於侏羅紀晚期到白堊紀晚期；除了南歐的塔哈斯克龍以外，都發現於南半球。著名的屬包括：阿貝力龍、食肉牛龍、以及瑪君龍。
在白堊紀時期，阿貝力龍類繁盛於南半球。牠們的起源最早可追溯到侏羅紀中期，當時的地理分佈比較廣泛；已知最早的阿貝力龍類化石，發現於澳洲與南美洲，約1億7000萬年前。到白堊紀時期，阿貝力龍類已在北美洲、亞洲消失，可能因為與暴龍超科的競爭失敗。阿貝力龍科持續繁盛於岡瓦那大陸並在土侖階後取代鯊齒龍科與大盜龍類一同成為南方大陸的頂級掠食者，直到白堊紀-第三紀滅絕事件才絕滅。

## 分类系统
- 阿贝力龙超科 Abelisauroidea
  - 毖鳄龙属 Betasuchus
  - 虚骨形龙属? Coeluroides
  - 小匪龙属 Dahalokely
  - 小力加布龙属 Ligabueino
  - 澳洲盗龙属 Ozraptor
  - 直角龙属? Orthogoniosaurus
  - 阿贝力龙类 Abelisauria[3]
    - 西北阿根廷龙科 Noasauridae
    - 阿贝力龙科 Abelisauridae